# Thumeries
Thumeries is een gemeente in het Franse Noorderdepartement (Frans: département du Nord) (regio Hauts-de-France). De plaats maakt deel uit van het arrondissement Rijsel. Thumeries telde op 1 januari 2022 4.102 inwoners.

## Geografie
De oppervlakte van Thumeries bedroeg op 1 januari 2022 7,03 vierkante kilometer; de bevolkingsdichtheid was toen 583,5 inwoners per km².

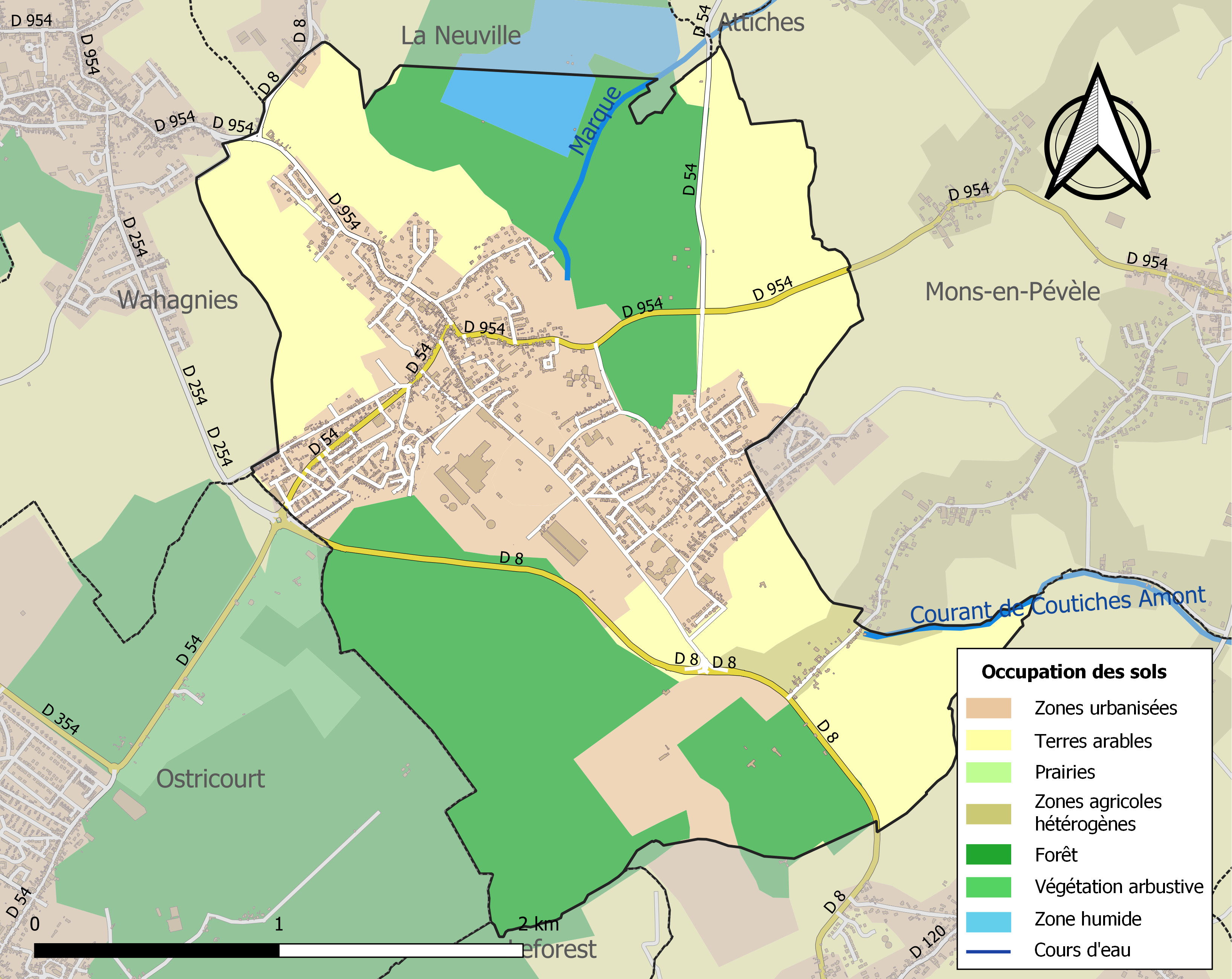
Kaart van de gemeente met belangrijkste infrastructuur, bodemgebruik en omliggende gemeenten

## Demografie
Onderstaande figuur toont het verloop van het inwonertal (bron: INSEE-tellingen).

## Geboren in Thumeries
- Louis Malle (1932-1995), Frans nouvelle vague cineast